# Oedmoertse Autonome Socialistische Sovjetrepubliek
De Oedmoertse Autonome Socialistische Sovjetrepubliek (Russisch: Удмуртская Автономная Социалистическая Советская Республика of Oedmoertse ASSR (Russisch: Удмуртская АССР) was een Autonome socialistische sovjetrepubliek van de Sovjet-Unie.
De Oedmoertse Autonome Socialistische Sovjetrepubliek ontstond in 1934 uit de Oedmoertse Autonome Oblast. Deze autonome oblast ontstond op 1920 als de Votische autonome oblast, maar werd gewijzigd omdat de Oedmoerten Votjaken als een scheldnaam zagen. De naam werd in 1932 veranderd in de Oedmoertse Autonome Oblast. Deze autonome oblast stond aanvankelijk onder directe jurisdictie van de RSFSR, maar werd in 1929 onder jurisdictie van de kraj Gorki geplaatst en vanaf 1934 onder jurisdictie van de kraj Kirov. Op 28  december 1934 werd de Oedmoertse autonome oblast in status verhoogd tot de Oedmoertse Autonome Socialistische Sovjetrepubliek en in 1936 werd deze een zelfstandig onderdeel van de Russische Socialistische Federatieve Sovjetrepubliek.
In 1937 werd de grondwet van Oedmoertië geschreven en de Opperste Sovjet van de Oedmoertse Autonome Socialistische Sovjetrepubliek kwam aan de macht. De Hoge Raad verklaarde de republiek op 20 september onafhankelijk. Op 11 oktober 1991 werd de Autonome Socialistische Sovjetrepubliek hervormd tot de autonome republiek Oedmoertië, onderdeel van de Russische Federatie.

## Geschiedenis
Op 27 oktober 1917 namen de bolsjewieken de macht over in Izjevsk en er ontstond een nationale regering. Het eerste congres stemde voor om in juni 1918 geen onderdeel meer uit te maken van de Russische Socialistische Federatieve Sovjetrepubliek. In april 1919 werd Oedmoertië ingenomen door Aleksandr Koltsjak. Het Rode Leger zette Kolsjak in juni 1919, twee maanden later, uit zijn ambt. In 1920 besloten het Centraal Uitvoerend Comité en de Raad van Volkscommissarissen van de RSFSR om de Votische autonome oblast uit te roepen. In 1932 werd de Votische autonome oblast hernoemd tot de Oedmoertse autonome oblast. Op 27 februari 1921 verklaarde het Regionale Communistische Comité het gebied als autonome oblast.
Tijdens de Vijfjarenplannen van 1925 tot 1940 werd Oedmoertië geïndustrialiseerd. In 1940 groeide de literaire productie en de professionele kunsten en er werden onderwijsinstellingen en wetenschappelijke scholen gesticht. In maart 1937 werd tijdens het Tweede Congres werd de grondwet van Oedmoertië geratificeerd.
Tijdens de Tweede Wereldoorlog produceerde de arbeiders van Oedmoertië wapens voor het Rode Leger. Oedmoertië produceerde elf miljoen geweren en karabijnen, meer dan de industriële productie van Nazi-Duitsland. De fabrieken werden verplaatst van Oekraïne naar Oedmoertië en hierdoor groeide de Russische bevolking in Oedmoertië 
en de economie groeide hierdoor.